# Округ Дубојс (Индијана)
Округ Дубојс (енгл. Dubois County) је округ у америчкој савезној држави Индијана.

## Демографија
По попису из 2010. године број становника је 41.889, што је 2.215 (5,6%) становника више него 2000. године.
| Група             | 2000.          | 2010.          |
| Белци             | 38.266 (96,5%) | 38.791 (92,6%) |
| Афроамериканци    | 56 (0,1%)      | 122 (0,3%)     |
| Азијати           | 79 (0,2%)      | 189 (0,5%)     |
| Хиспаноамериканци | 1.103 (2,8%)   | 2.521 (6,0%)   |
| Укупно            | 39.674         | 41.889         |